# Un amour sur mesure

Un amour sur mesure (Love by Design) est un film américain réalisé par Michael Damian, diffusé en 2014.
Etant un film à petit budget, il passe directement en France sous la forme d'un téléfilm.

## Synopsis
Danielle (qui est styliste pour un magazine de mode new-yorkais) qui en plus de supporter les caprices de sa directrice, se fait voler un projet par une collègue. Licenciée, elle retourne dans sa famille en Roumanie et se remet à la couture dans une usine de textile. Elle crée alors une robe d'inspiration folklorique qui remporte un grand succès auprès de ses consœurs, mais l'usine est sur le point d'être fermée par son propriétaire...

## Fiche technique
- Titre original : Love by Design
- Réalisation : Michael Damian
- Scénario : Janeen Damian, Michael Damian, Alexandru Adrian Marinica et Giulia Nahmany
- Photographie : Lulu de Hillerin et Viorel Sergovici
- Musique : Mark Thomas
- Durée : 90 min
- Date de diffusion :
  -  France : 28 juillet 2015 sur M6

## Distribution
- Giuila Nahmany (VFB : Audrey d'Hulstère) : Danielle
- David Oakes (VF : Cédric Dumond) : Adrian
- Jane Seymour (VFB : Nathalie Stas) : Vivien
- Ela Prodan (VFB : Maia Baran) : Sophia
- Manuela Ciucur (VFB : Francine Laffineuse) : Luiza
- David Lipper : Lance
- Olivia Hallinan : Claire
- Andrew Pleavin : Oscar
- Alexandra Weaver : Elaine
- Rebecca Calder : Beatrix